# Purpurgrackel
Die Purpurgrackel (Quiscalus quiscula) ist ein Vogel aus der Familie der Stärlinge (Icteridae).

## Vorkommen
Purpurgrackeln sind von Südkanada bis östlich der Rocky Mountains verbreitet und bewohnen offene Wälder, Felder und Obstplantagen sowie städtische Parks und Gärten. Sie sind sehr gesellige Vögel und versammeln sich auch an ihren Schlafplätzen zu großen geräuschvollen Gruppen. 

## Merkmale
Die Vögel erreichen eine Körpergröße von 27 bis 35 Zentimetern. Erwachsene Purpurgrackeln haben einen langen, kräftigen schwarzen Schnabel, einen langen Schwanz, lange kräftige Beine und Krallen und hellgelbe Augen. Bei den Jungvögeln sind die Augen braun. Das Gefieder ist schwarz mit einem schillernden blau- bis purpurfarbenen Schimmer, variiert jedoch je nach Unterart. Die Weibchen sind kleiner als die Männchen, und ihr Federkleid ist nicht so glänzend wie das der Männchen.
Sehr charakteristisch ist der Gesang der Altvögel, der an ein rostiges Tor erinnert.

## Ernährung
Das Ernährungsspektrum ist sehr vielfältig. Unter anderem ernähren die Vögel sich von Nüssen und Beeren, von Insekten, Würmern und Mäusen. Auch Frösche und Flusskrebse, die sie in Teichen und Bächen fangen, werden nicht verschmäht. Im Küstenbereich waten sie durch das Wasser und fangen Fische. Gelegentlich fressen sie auch Küken und Eier von kleineren Vögeln. Während des Winters fallen sie häufig in großen Gruppen in Getreidefelder ein, insbesondere in Maisfelder, und sind in bestimmten Regionen in Nordamerika zu einer Plage geworden. In Parks und Gärten sind sie auch dafür bekannt, anderen Vögeln die Nahrung zu stehlen.

## Fortpflanzung
Purpurgrackeln sind Kolonienbrüter. Die großen Nester bestehen aus Zweigen, Halmen und Gras und werden auf einem Baum, einem Strauch oder einem flachen Gebäude oft in der Nähe von Gewässern erbaut. In einem Zeitraum von 12 bis 14 Tagen brütet das Weibchen die fünf bis sechs Eier aus. An der Aufzucht der Jungvögel beteiligen sich beide Elterntiere.

## Unterarten

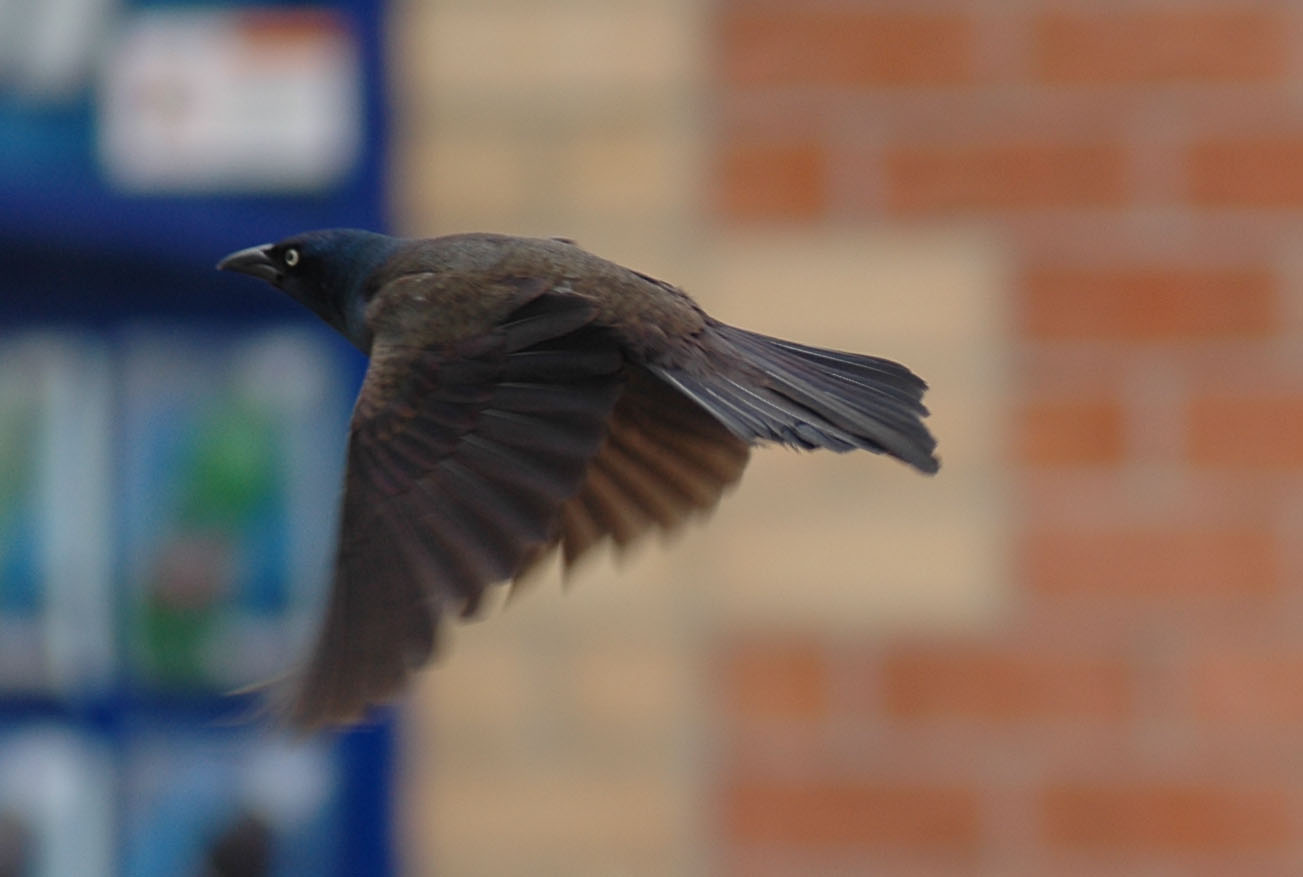
Eine Purpurgrackel im Flug

Es werden drei Unterarten unterschieden:
- Quiscalus quiscula quiscula  (Linnaeus, 1758)[2] kommt im Südosten der USA vor.
- Quiscalus quiscula stonei Chapman, 1935[3] ist im östlichen zentralen Gebiet der USA verbreitet.
- Quiscalus quiscula versicolor Vieillot, 1819[4] kommt im südlichen zentralen und südöstlichen Kanada und dem mittleren Bereich der USA vor.

Quiscalus aglaeus Baird, SF 1866 wird heute als Synonym zur Nominatform, Quiscalus aeneus Ridgway, 1869 als Synonym zu Q. q. versicolor betrachtet.